# Louis César de La Baume Le Blanc

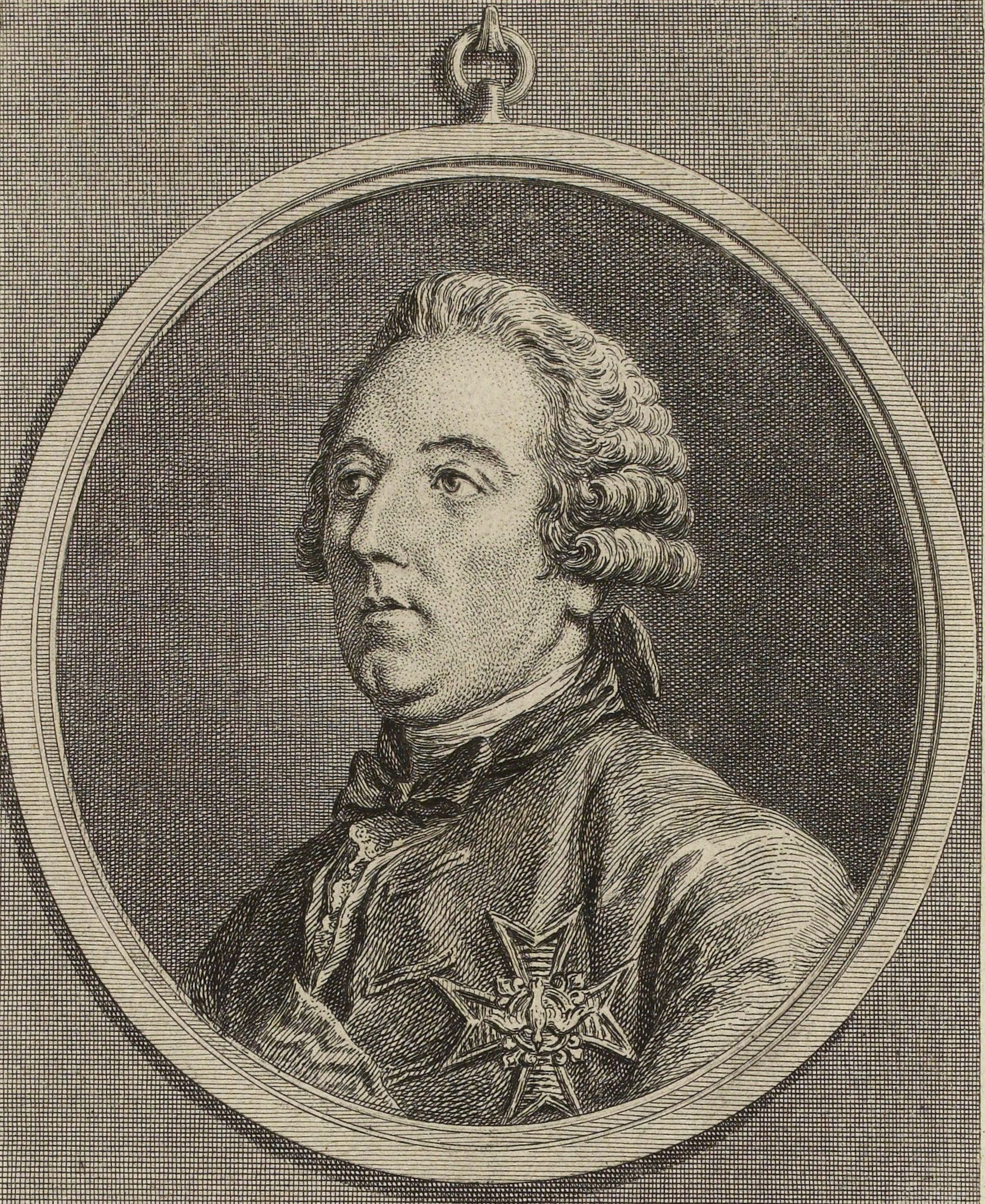
De hertog van La Vallière.
Portret door Charles-Nicolas Cochin.

Louis César de La Baume Le Blanc, hertog van Vaujours,  later duc de La Vallière, (9 oktober 1708 - 16 november 1780) was een Frans militair en bibliofiel.

## Biografie
Hij was een zoon van Charles François de la Baume Le Blanc, markies en later hertog de la Vallière en van Marie-Thérèse de Noailles. Zijn vader was een achterneef van Louise de La Vallière, de eerste maîtresse van Lodewijk XIV. Hij trouwde in 1732 met Anne-Julie Françoise de Crussol d'Uzès (1713-1797).
Louis César de La Baume Le Blanc werd kolonel van het infanterieregiment dat zijn naam droeg in 1727, hij was toen 19 jaar oud. In 1730 zal zijn vader ontslag nemen als Pair van Frankrijk te voordele van zijn zoon, die is dan gekend als de hertog van Vaujours. In 1739 erft hij van zijn vader het hertogdom van La Vallière en het gouverneurschap over de Bourbonnais. Hij wordt kapitein van de Chasses de la capitainerie royale van Montrouge en Grootvalkenier van Frankrijk in 1748. Hij werd gewaardeerd door Lodewijk XV en had ook goede connecties met Madame de Pompadour voor wie hij haar privétheater leidde. Madame de Pompadour liet een theater bouwen in het kasteel van Versailles, in het noordelijke gedeelte dicht bij de "petits appartements du Roi". De markiezin stelde zelf de statuten op en speelde trouwens zelf mee. Het was van dit theater dat de hertog van La Vallièrre tot directeur werd benoemd.
Hij had geen al te beste reputatie. In de Mémoires secrets van Louis Petit de Bachaumont staat het volgende over hem: "De hertog van La Vallière is zopas overleden. Het was een van de meest gecorrumpeerde heren aan het oude hof, een vriend van de koning zaliger en toegewijd aan alle maîtresses van de koning. Hij verdient niettemin dat zijn naam bewaard blijft als schrijver en als beschermheer van de literatuur. Hij heeft vroeger zijn bibliotheek verkocht die toentertijd beroemd was voor de mooie manuscripten, maar heeft er zich ondertussen een nieuwe samengesteld weliswaar van een andere aard maar eveneens zeer waardevol. Hij verzamelt schilderijen en als een moderne Lucullus onderhoudt hij prachtige tuinen".
Hij is echter vooral bekend als een van de grootste bibliofielen van de 18e eeuw.  Samen met zijn bibliothecaris, abbé Rive, kocht hij volledige bibliotheken op en verkocht daarna de werken die hij dubbel had. Zijn bibliotheek werd in drie veilingen verkocht, in 1767, 1783 en 1788. Een gedeelte van zijn boeken werd verworven door De graaf van Artois, en kwam op die manier terecht in de Bibliothèque de l'Arsenal die nu een onderdeel vormt van de Bibliothèque nationale de France. Een luxueus exemplaar van de catalogi van zijn bibliotheken werd in 1955 geveild bij Christie's in Londen voor de som van 11.000 USD. De Joseph Basile Bernard Van Praet (1754-1837) die de catalogus van de originele veilingen mee opstelde was een Bruggeling die voor Guillaume de Bure werkte. Hij wordt in 1795 conservator van de gedrukte werken en in 1829 president van de Bibliothèque Royale in Parijs.
Van 1739 tot 1763 was het kasteel van Champs-sur-Marne in het bezit van Louis César. Zijn vader had dit kasteel in naakte eigendom gekregen van de prinses van Conti, een gewettigde dochter van Lodewijk XIV et Louise de La Vallière. Louis César de La Baume Le Blanc leidde daar luxueus leven en ontving de groten uit de literatuur van zijn tijd zoals Diderot, Voltaire, d'Alembert en Moncrif. Nadat het nieuwe kasteel dat hij zich liet bouwen in Montrouge voltooid was, verlaat hij Champs-sur-Marne. Het kasteel werd verhuurd aan Madame de Pompadour van juli 1757 tot januari 1759. In november 1757 ontving de markiezin de Pompadour op het kasteel van Champs-sur-Marne Charles de Rohan, de prins van Soubise, bij zijn terugkeer van Rossbach In Saksen-Anhalt waar hij op 5 november 1757 de veldslag tegen Frederik II van Pruisen verloren had. Later, in 1763, werd het kasteel verkocht aan Gabriel Michel de Tharon (1702–1765), een rijke scheepsmagnaat.
Louis César de La Baume Le Blanc werd benoemd tot ridder in de Orde van de Heilige Geest, de meest prestigieuze orde in Frankrijk in die tijd, op 25 mei 1749. De plechtigheid vond plaats in het kasteel van Versailles.
De hertog van La Vallière liet twee werken publiceren namelijk Ballets, opera, et autres ouvrages lyriques in 1760 en de Bibliothèque du Théâtre-Français (1768, 3 vol.) onder de redactie van  Barthélemy Mercier de Saint-Léger.